# 피스파강
피스파강(Vispa)은 스위스 발레주 피스프 지역에 위치한 강이다. 이 강은 본질적으로 두 개의 큰 지류, 즉 마터 피스파(Matter Vispa)와 자서 피스파(Saaser Vispa)로 구성되어 있으며, 슈탈든에서 합류한 다음 진정한 피스파강을 형성하고, 피스프에서 론강과 합류하기 전에 10 km 미만을 흐르게 된다. 비스파강은 제네바 호수로 들어가기 전의 론강의 좌안 유역이다.

## 개요
피스파는 마터탈(마터 피스파에 의해 형성됨)과 자스탈 (자서 피스파에 의해 형성됨), 스위스에서 가장 높은 두 계곡과 페나인 알프스에서 물을 수집한다. 두 계곡 모두 해발 4,500 m가 넘는 산을 가지고 있으며, 가장 높은 곳은 몬테로사, 돔산과 바이스호른이며, 크고 작은 수많은 빙하를 포함한다. 결과적으로, 강은 론강의 인근에 있는 또 다른 지류 지역인 마사강과 유사하게 빙하 체제가 특징이다.
마터 피스파는 두 지류 중 가장 길다. 고르너 빙하 입구에서 슈탈든까지 길이는 30 km가 넘는다. 체르마트 주변의 고르네라, 츠무트바흐, 트리프트바흐, 핀델바흐와 같은 작지만 수많은 지류을 포괄하며, 테시 인근의 테시바흐와 샬리바흐, 장크트니클라우스 근처의 리트바흐도 포함한다. 마터 피스파(및 피스파) 다음에는 체르마트와 피스프를 연결하는 철도인 마터호른 고트하르트 철도가 바짝 뒤따른다.
자서 피스파는 피스파강의 두 번째로 긴 지류이다. 몬테모로 고개에서 슈탈든까지 길이는 약 30 km이다. 그것은 소수의 짧은 지류만을 이해하며, 가장 큰 지류는 푸르크바흐이며, 자스-알마겔 근처에 합류한다. 자서 피스파는 소스 근처에 위치한 인공 호수인 마트마르크호를 통해 흐르고 특히 자스-페 근처의 페 빙하(페루 피스파를 통해)에서 물을 수집한다.
피스퍼탈(독일어: 피스프 계곡)을 형성하는 진정한 피스파강은 가장 짧은 구간을 구성한다. 길이는 약 10 km이고, 고도가 약 720 m인 슈탈든에서 640 m의 고도에 있는 발트시더 근처의 론강(피스프에서 론강)까지 흐른다.